# Ганза

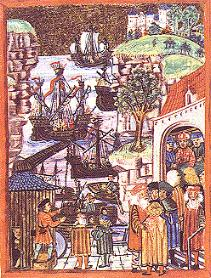
Зображення з гамбурзької міської грамоти («міського Права») 1497 р.

Га́нза (Ганзейська унія, Любецька унія, Німецька Ганза; (нім. Hanse, Lübische Hanse, Deutsche Hanse; в старих письмових джерелах давн.в-нім. dudesche hense) — унія вільних німецьких «ганзейських» міст (нім. Hansestädte) на чолі з Любеком та торгових гільдій (нім. Gilde), яка підтримувала і захищала торгівлю від феодалів і піратів у Північній Європі у XIV–XVII століттях (формально до 1669 року). Відповідно до новітніх поглядів — «наддержава», європейська  «імперія купців».
Членами Ганзи в різний час були близько 200 великих та малих міст, розташованих в основному в басейні Північного та Балтійського морів. Для вироблення загальних правил і законів представники міст регулярно збирались на з'їзди в Любеку. Ганзейські купці та компанії мали письмово зафіксовані права та привілеї.
Ганзейські міста як правило знаходились на географічних перехрестях водних та сухопутних торгових шляхів. Любек лежав на центральному перехресті шляхів, які зв'язували Балтійське море на сході з Північним морем, Фландрією і Англією на заході, країни Скандинавії на півночі — з континентальною Європою на півдні.
Вперше термін «Ганза» письмово згадується у «вендській угоді» міст Любек, Кіль, Вісмар, Росток і Штральзунд в 1280 році. 
В 1358 року вираз «Міста німецької Ганзи» (нім. «Städte von der deutschen Hanse») був покладений в текст основоположної угоди міст на першому ганзейському з'їзді в Любеку.

## Загальний огляд

Ганзейський вимпел

Ганза виступала як наступник німецького купецтва в ХІ–ХІІІ століттях, головним центром діяльності якого на сході Європи був острів Готланд.
Ганза проіснувала понад 500 років, об'єднувала у різні часи до 200 міст Північної Європи. Головна діяльність Ганзи — посередницька торгівля. Любек був базою для купців Саксонії і Вестфалії та поширювався на схід і північ. Члени купецьких гільдій мали торгові та митні привілеї. Ганзейські купці торгували на великому ареалі від Норвегії на півночі Європи до італійських міст на півдні, від Новгорода — на Сході, до Ісландії — на заході. Ганза мала десятки «контор» (філій) у містах які не були членами Ганзи. Контори являли собою огорожені частини міст із причалами, складами та цілими жилими кварталами, на території яких діяли ганзейські права та закони (Любецьке право). Найбільші контори були в у Брюгге, Лондоні, Бергені й Новгороді. Торговими цілями ганзейських купців були також арабський Схід («Орієнт») і Китай.

## Мореплавство та морська торгівля
Чинником розвитку торгівлі Ганзи була торгова навігація уздовж Балтійського моря. Найбільшим імпульсом якої надало винахід та використання морського вантажного вітрильного судна нового типу — коги (Kogge). Вони могли бути озброєні гарматами, іноді купці брали з собою на борт вояків — для захисту від піратів. Однак утримання вояків було справою недешевою і значно удорожчувало торгові походи.

## Міста: соціальні прошарки та привілеї
Ганза була не тільки торговим, а й політичним об'єднанням. Владу в містах належала вищому прошаркові на той час — патриціату (міщанській «аристократії»). Постійні мешканці міст, які існували за рахунок власного прибутку чи коштів, були «громадянами». Найвищі щаблі у соціальній ієрархії громадян займали купці й капітани торгових кораблів. Набути права громадянина було нелегко, воно успадковувалося, але його можна було втратити. Першою умовою для його одержання було німецьке походження, тобто бути народженим — підданим «Священної римської імперії германської нації».

## Політичний устрій, демократія
Патриціат та громадяни міста (Любек) обирали Сенат та голову міста — бюргомайстера або обербюргомайстера. За реальною владою та політичним впливом любецький бюргомайстер займав у Європі вищий рівень, ніж багато князів і навіть королів. А багатство тільки одного Любека переважало багатства деяких феодальних держав того часу. Ганзейські патриції мали вплив не менший ніж крупні феодали.
Кожне ганзейське місто було автономним, але не мало права шкодити Ганзі. Ганза придушувала конкуренцію інших країн, відстоювала комунальні свободи міст від зазіхань феодальної знаті Європи. Багатішим конкурентом Ганзи у Європі були тільки торгові міста Італії, особливо Венеція і Генуя.
Усі важливі питання унії вирішувались на з'їздах ганзейських міст (нім. Hansetage), які проходили у Любеку. Перший з'їзд відбувся у 1356 р., останній — у 1669 р.
Ганза була чинником розвитку капіталістичних відносин у Європі. (Див. «Любецьке право» — нім. Lübisches Recht).

## Конфлікти і війни
Перебуваючи у феодальному оточенні, Ганза мусила вести війни.
За допомогою Швеції воювала проти Данії, яку перемогла і в 1380 р. одержала у володіння ряд фортець на півдні Скандинавського півострова.
Північна семирічна війна 1563–1570 років призвела до посилення Швеції як конкурента Ганзейським містам.

## Зміни у напрямках світової торгівлі. Занепад та кінець Ганзи

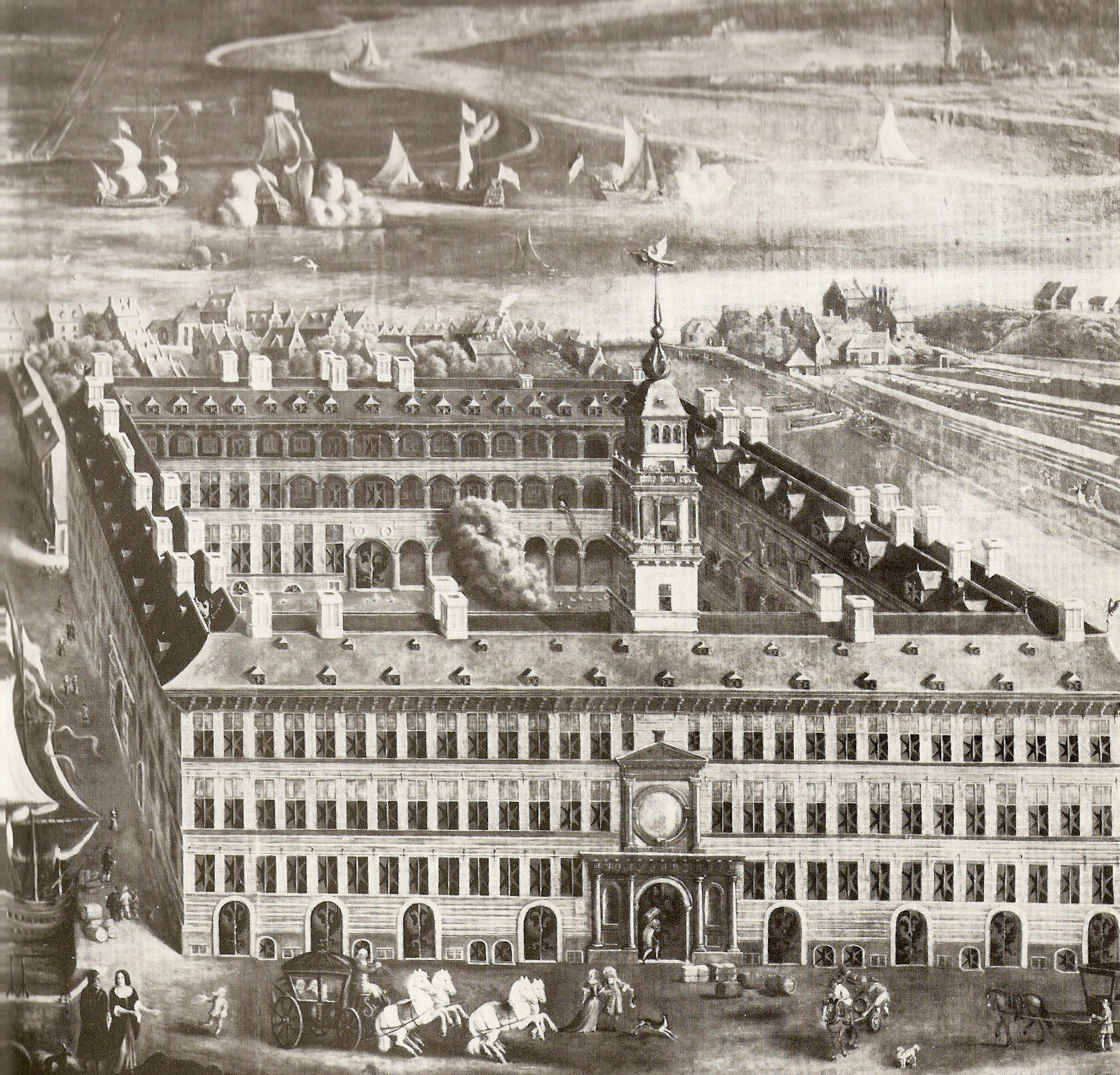
Будинок Ганзейської контори (філії) в Антверпені

На початку XVI століття Ліга опинилася у слабшому становищі, ніж це було протягом попередніх років. Шведська імперія, що стала значно сильнішою, взяла під контроль більшу частину Балтійськиї країн. Данія відновила контроль над своєю власною торгівлею, представництво в Новгороді було закрито, а представництво в Брюгге стало неефективним. Окремі міста, члени Ліги, почали ставити власні інтереси вище загальних інтересів Ганзи. Нарешті політична вага німецьких князів почали зростати, і таким чином обмежила незалежність дій торговців ганзейських міст. Під час Тридцятилітньої війни (1618–1648 рр.) Ганза мала лише трьох активних учасників — міста Любек, Гамбург та Бремен. Останні загальні збори між представниками цих міст відбулися у 1669 році. 
Незважаючи на крах, кілька міст, як і раніше, підтримують зв'язок з Ганзою і сьогодні. Голландські міста Девентер, Кампен, Зютфен і десять німецьких міст Мюнхен, Деммін, Грайфсвальд, Гамбург, Любек, Люнебург, Росток, Штаде, Штральзунд і Вісмар досі називають себе Ганзейськими містами. Любек, Гамбург, Бремен офіційно називаються «Вільними ганзейськими містами». Футбольна команда Ростока називається FC Hansa в пам'ять про торговельне минуле міста. Для Любека зокрема цей анахронізм зі славного минулого залишився особливо важливим у ХХ столітті. У 1932 році цей привілей дозволив заборонити Адольфу Гітлеру говорити в Любеку під час його виборчої кампанії. Він змушений був виступати в Бад-Швартау, маленькому селі на околиці Любека. Згодом він говорив про Любек, що це «маленьке містечко, поруч з Бад Швартау». Після розширення ЄС на схід у травні 2004 р. деякі експерти говорять про воскресіння Ганзейського союзу.
Головні чинники:
- Перенос «центру ваги» західної торгівлі з Балтійського моря на Атлантику після відкриття та освоєння Американського континенту.
- Занепад північної гілки «шовкового шляху» після повалення Золотої Орди.
- Знищення Московією вільної Новгородської республіки як постачальника товарів та сировини на Захід Європи.

## Міста, члени Ганзейського союзу

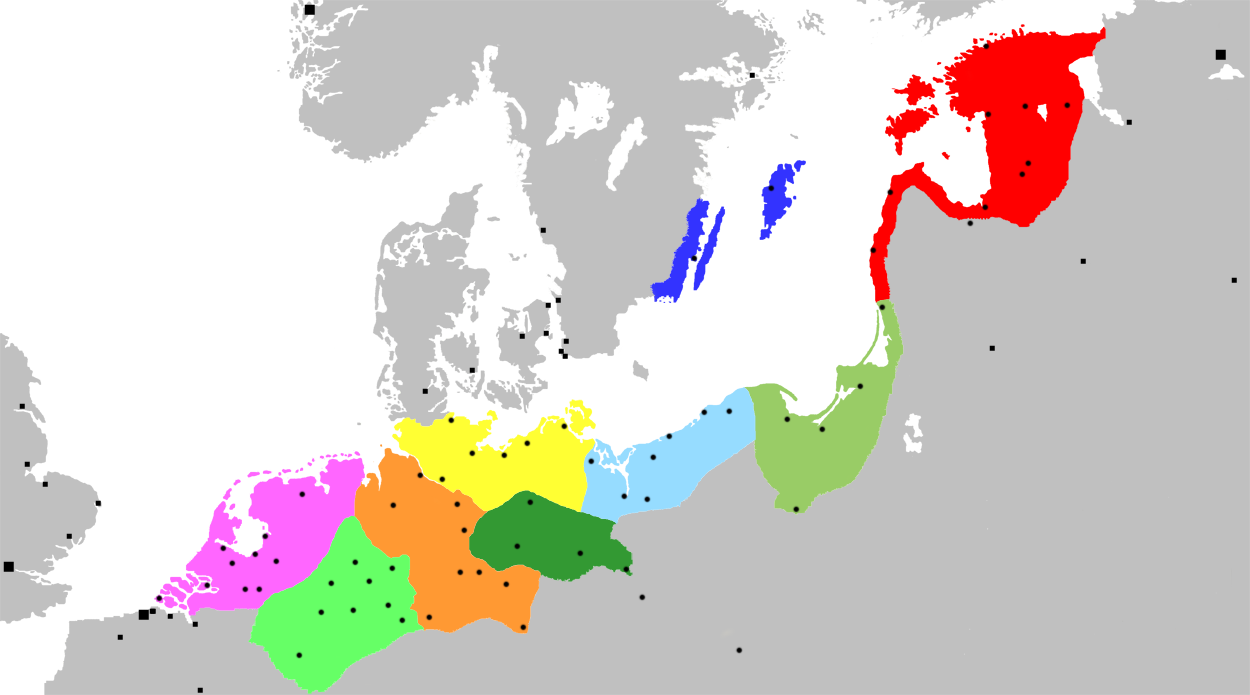
Ганзейський союз близько 1400 року

- Айнбек
- Берлін (до 1451 року)
- Бранденбург
- Бремен
- Вісмар
- Вроцлав
- Гамбург
- Данциг (Гданськ)
- Дортмунд
- Зьост
- Кенігсберг (Калінінград)
- Каммін (Камень-Поморський)
- Кельн
- Кіль
- Кінгісепп (Ямбург)
- Мемель (Клайпеда)
- Колобжег (Кьольберг)
- Кошалін (Кьошлин)
- Краків
- Любек
- Магдебург
- Мюнстер
- Пренцлау
- Рига
- Росток
- Ревель (Таллінн)
- Дерпт (Тарту)
- Торн (Торунь)
- Хамм
- Кульм (Хелмно)
- Штральзунд
- Штеттин (Щецин)

## Історичне значення Ганзи
Ганза була чинником розвитку торгівлі та мореплавства, розвитку капіталістичних відносин та розбудови міст як середовища існування нових соціальних прошарків, розвитку цивільного та торгового права, громадянських свобод та нефеодальної самосвідомості.
Ганза була чинником об'єднання Європи як в історичному минулому, так і на сучасному етапі (ЄС).

## Свята Ганзи
У багатьох ганзейських містах, в першу таких як Гамбург, Бремен, Любек, Росток та ін., щорічно проводяться традиційні світа міста або гавані, на які припливають як сучасні вітрильні суда, так і реставровані середньовічні коги та каравели ганзейськіх часів. Свята як завжди супроводжуються народними гуляннями, ярмарковим променадом, театральними та естрадними виставами, феєрверком та регатами щогловиків.
У липні 2009 р. прийшли повідомлення про перше святкування Ганзейських днів в Російській Федерації. У межах цього святкування у місті Новгород (Росія) відбувся Фестиваль історичних кораблів. Декілька країн привезли до Новгорода свої реконструкції історичних кораблів. На фестивалі в Новгороді були представники і України — команда департаменту підводного спадку Інституту археології НАН України (Київ) на чолі з директором департаменту Сергієм Вороновим. Корабель української команди побудовано за копіями креслень, що передали киянам колеги з міста Осло (Норвегія). Скандинавський корабель доби Середньовіччя (довгий корабель) відтворили корабели в місті Чернігів в Україні. Йому дали назву «Сварог» на честь слов'янського язичницького бога-коваля. Команда налічувала 19 осіб: 15 українців і п'ятеро вчених з Білорусі.

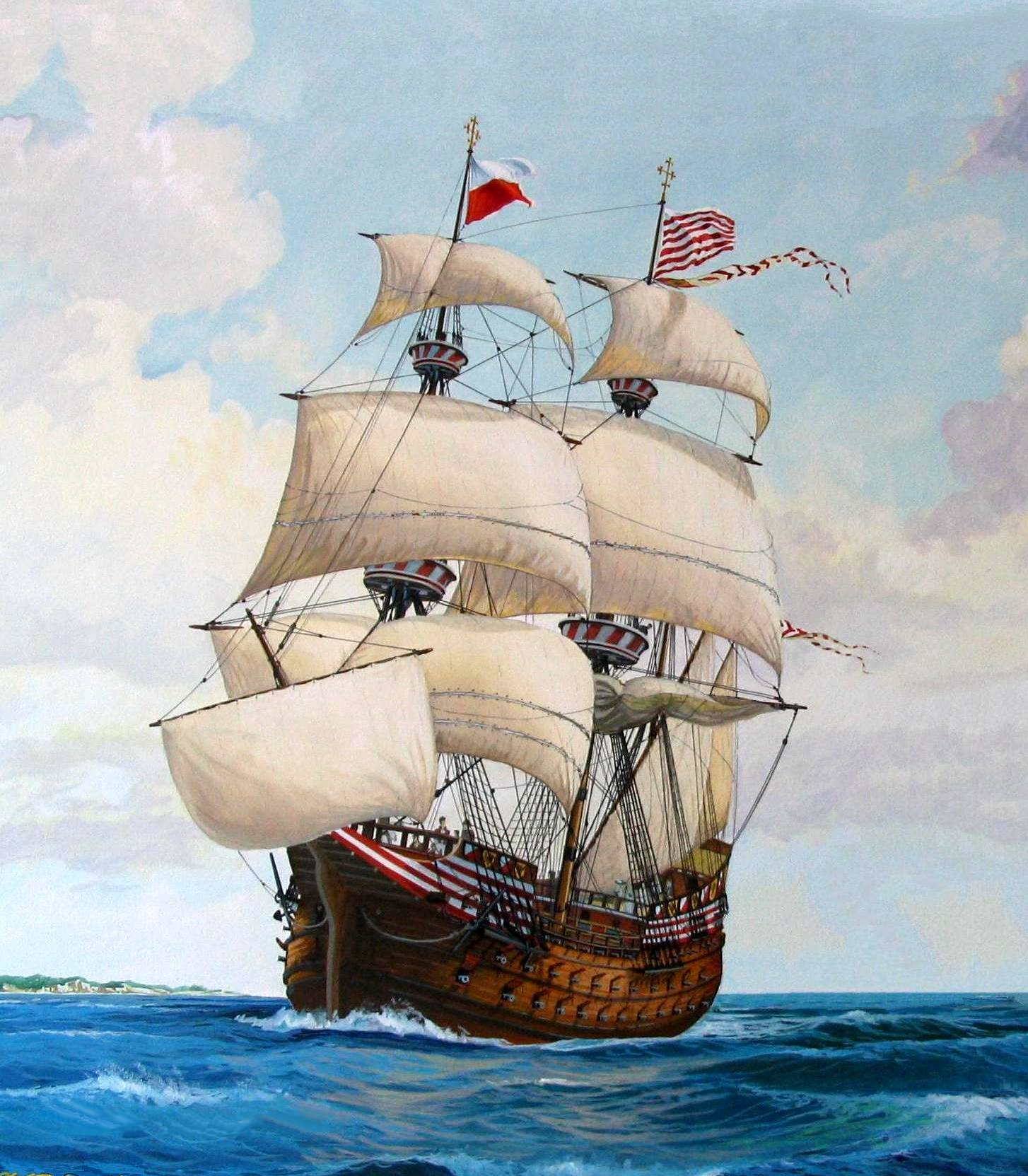
Сучасна картина Adler von Lübeck, найбільше судно того часу

## Історичні карти

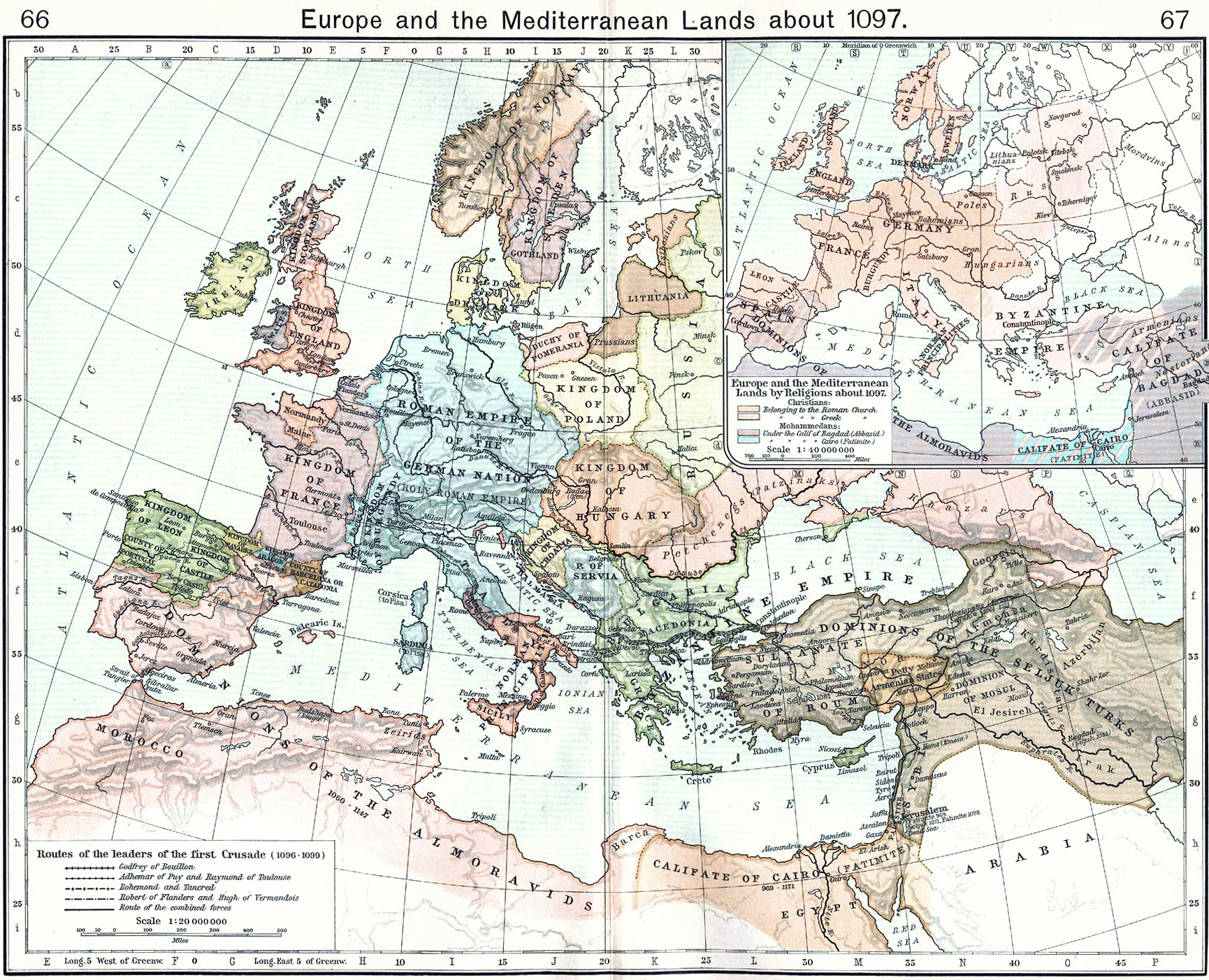
Європа в 1097 р.
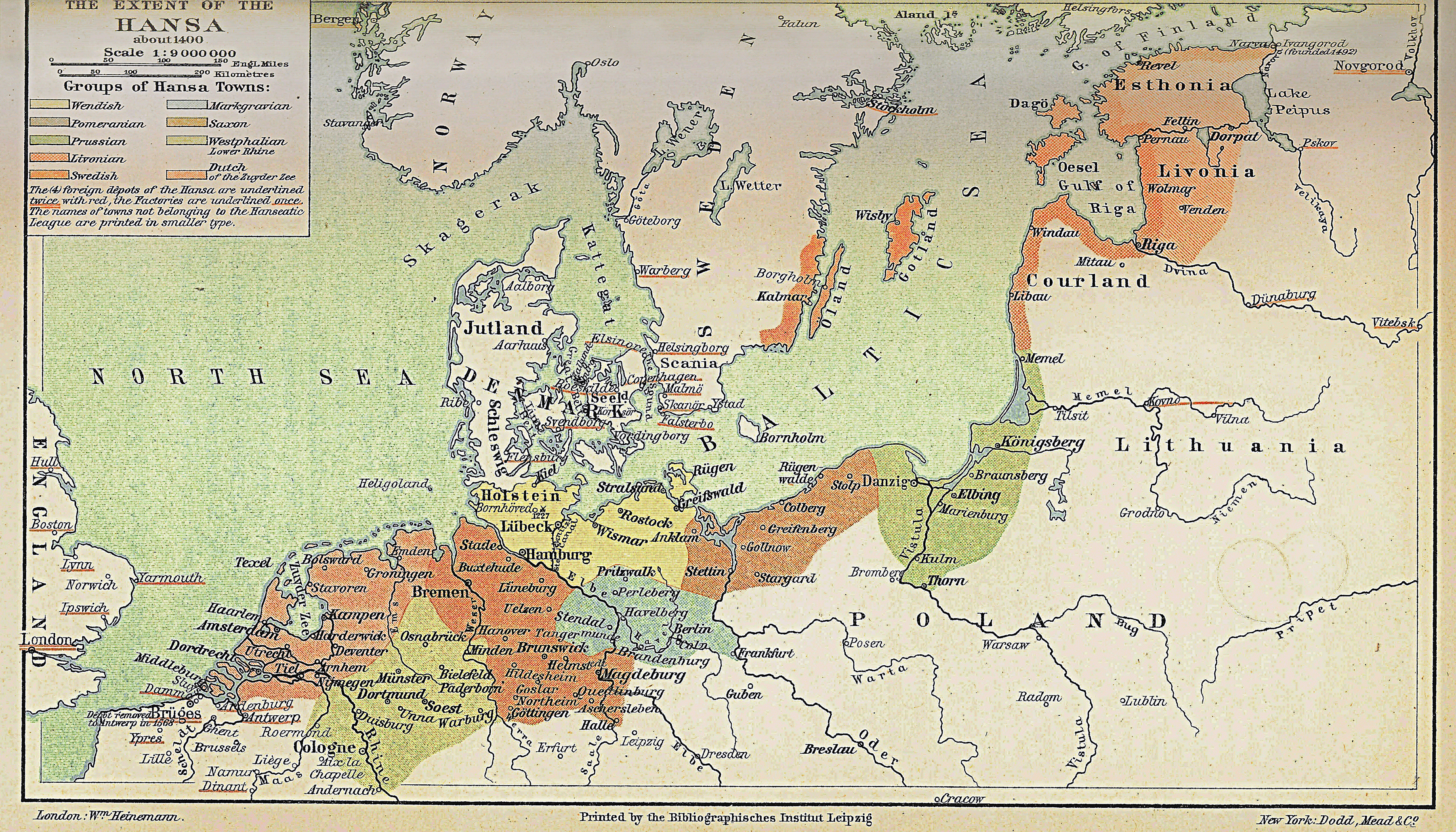
Північна Європа та ганзейські міста у 1400
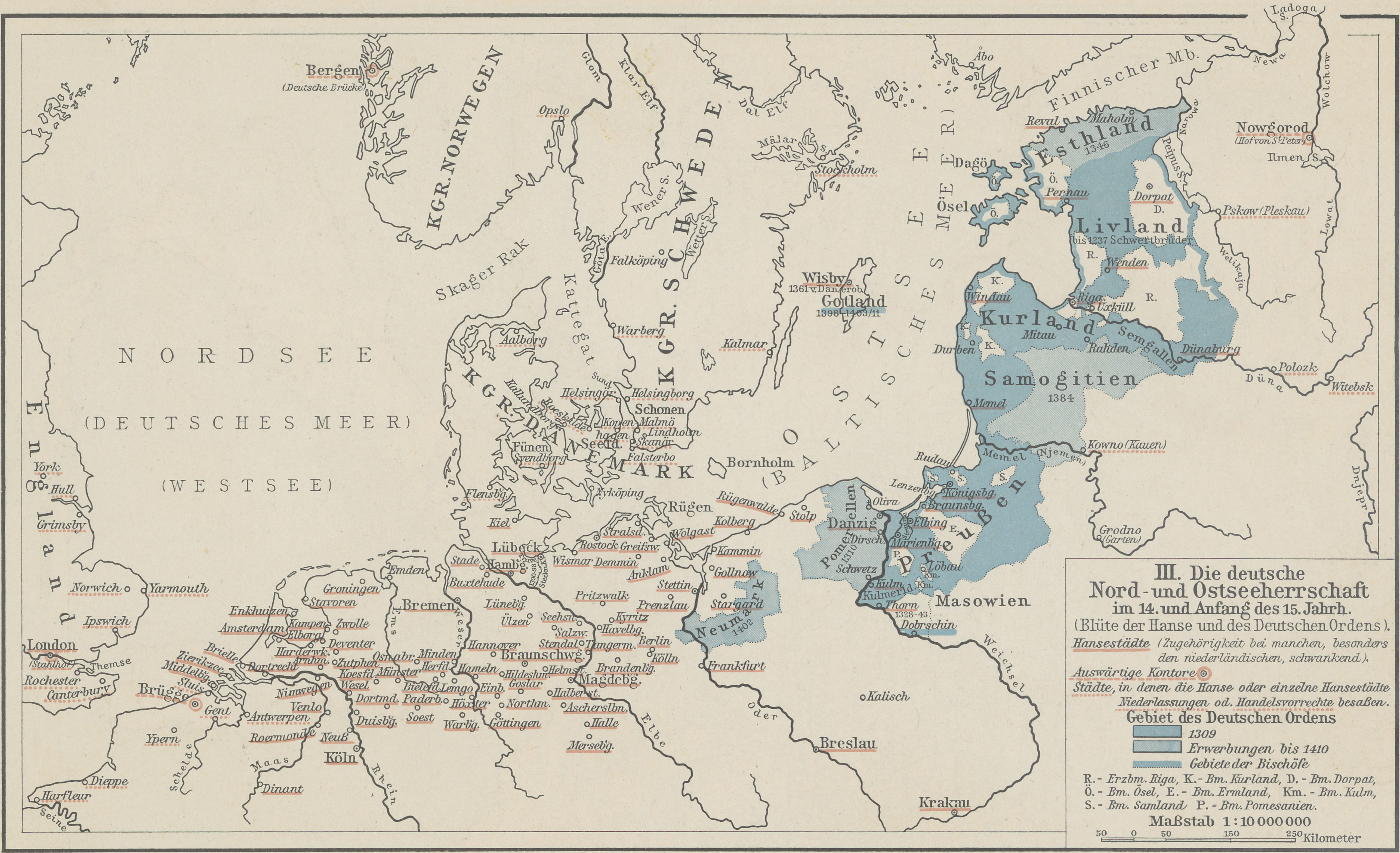
Ганзейські міста та Німецький Орден на початку 15 ст. (з іст. атласу 1901 р.)
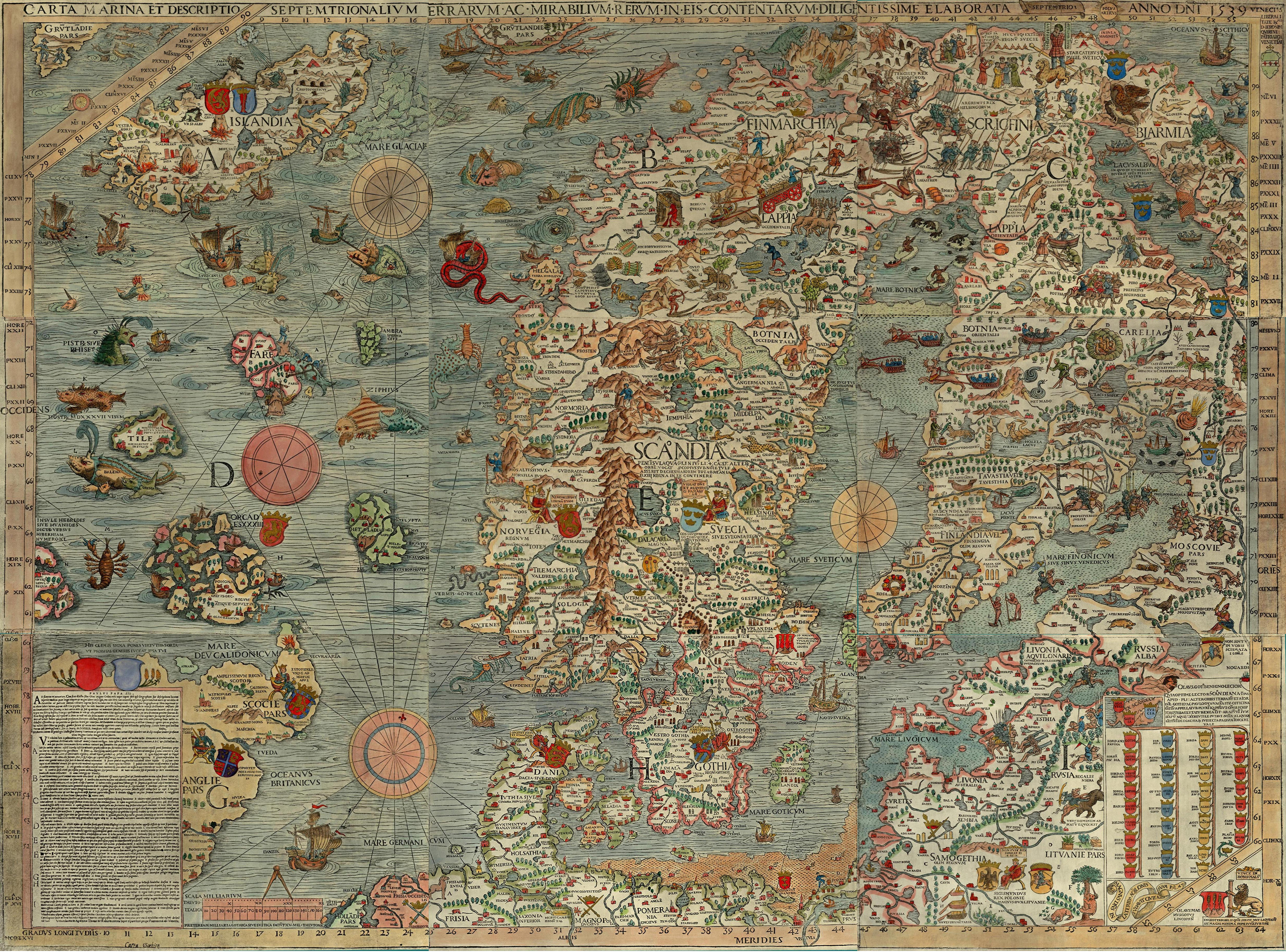
Карта Балтійського регіону Олафа Магнуса 1539 року